# Traité des eaux limitrophes
Le Traité des eaux limitrophes est un traité signé le 11 janvier 1909 entre le Canada et les États-Unis dans le but de prévenir les litiges concernant le partage et l'utilisation des eaux le long de la frontière. Une commission est créée par la suite pour appliquer le règlement.